# Сетка для волос

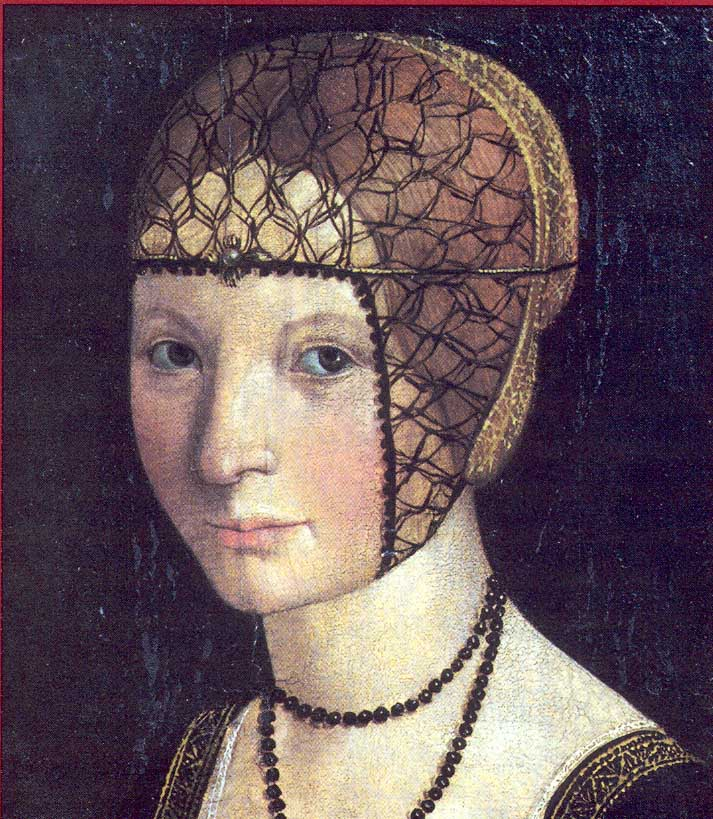
Анна Алансонская, ок. 1521

Сетка для волос — головной убор или головное украшение, представляющее собой небольшую эластичную сетку, надеваемую поверх длинных волос, чтобы удерживать их форму.

## История

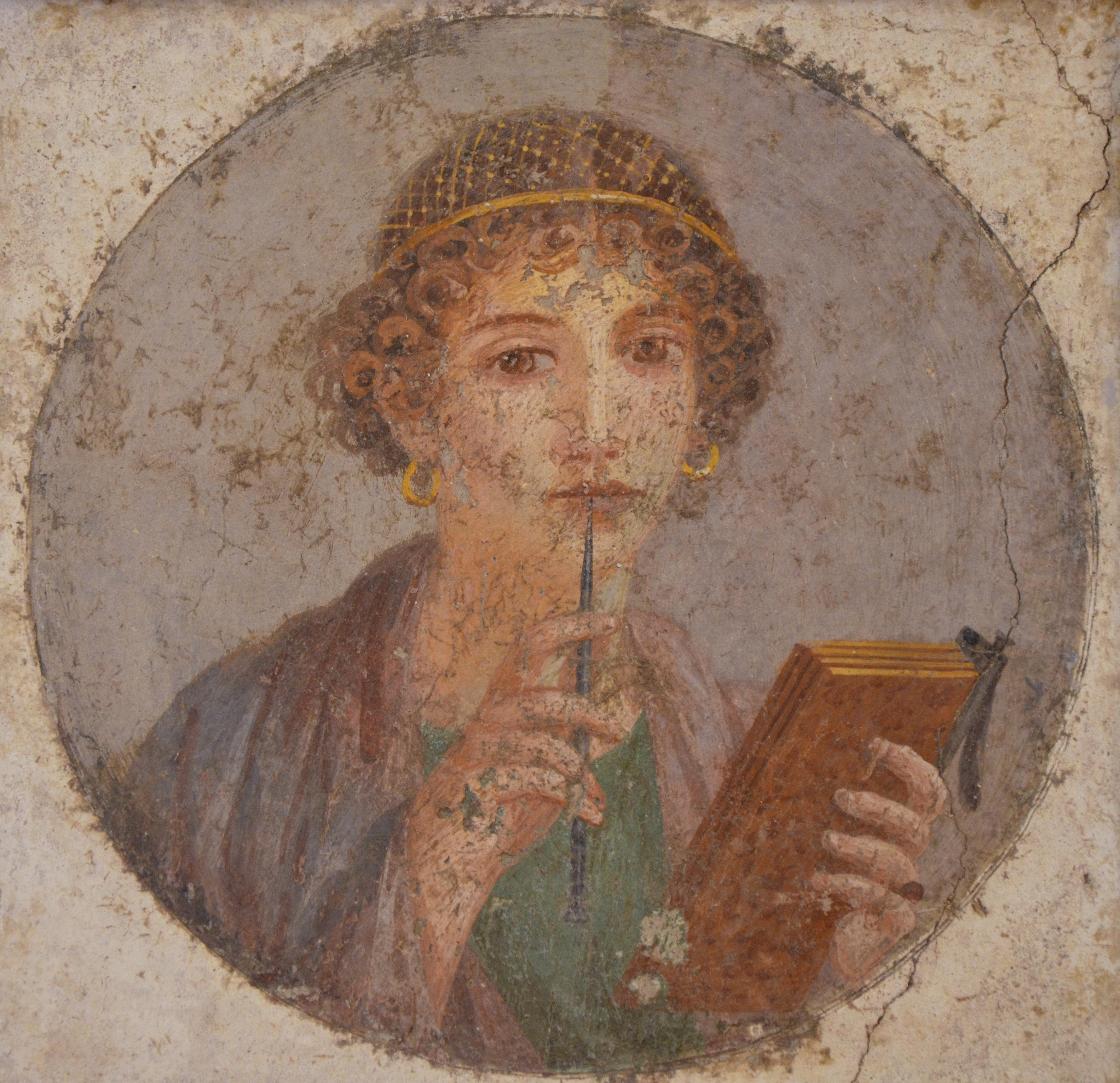
Женщина со стилосом (часто называемая Сапфо)

Сетки для волос известны с глубокой древности. Старейший из дошедших до нас экземпляров был найден в захоронении Девушки из Эгтведа и датирован 1390—1370 гг. до н. э.
Женщины Древней Греции носили сложные прически, которые часто украшались сетками, сплетенными из тонких металлических нитей, в том числе золотых и серебряных. Широко известна фреска из римского города Помпеи, изображающая (как считается) древнегреческую поэтессу Сапфо — на голове женщины золотая сеточка. Причем, в отличие от древнегреческих изображений женщин, сетка Сапфо надета на макушку, а не на пучок волос на затылке, и выполняет скорее декоративную, нежели функциональную роль.
Особенно популярными и разнообразны сетки для волос были в эпоху Позднего Средневековья и Нового времени, их можно видеть на множестве женских портретов начиная с XIV века.